# 2022-es labdarúgó-világbajnokság-selejtező (CAF)
A 2022-es labdarúgó-világbajnokság afrikai selejtező mérkőzéseit 2019-től 2021-ig játszották le. Összesen 54 afrikai válogatott vett részt a selejtezőn. Afrika 5 kvótát kapott.

## Formátum
Eredetileg a selejtező egyben a 2021-es afrikai nemzetek kupájának selejtezője is lett volna, de ezt a tervet 2018-ban nem fogadták el.
A CAF a 2014-es selejtezővel megegyező formátumot hagyta jóvá.
A selejtező három fordulóból áll.
- Első forduló: 28 csapat vett részt (a 27–54. helyen rangsoroltak), a csapatok oda-visszavágós rendszerben mérkőznek, a 14 győztes továbbjutott a második fordulóba.
- Második forduló: 40 csapat vett részt (az 1–26. helyen rangsoroltak és az első forduló 14 továbbjutója). A csapatokat 10 darab négycsapatos csoportba sorsolták, ahol körmérkőzéses oda-visszavágós rendszerben mérkőznek meg egymással. A 10 csoportgyőztes továbbjutott a harmadik fordulóba.
- Harmadik forduló: 10 csapat vett részt (a harmadik forduló 10 továbbjutója). A csapatok oda-visszavágós rendszerben mérkőztek, az 5 győztes kijutott a világbajnokságra.

## Résztvevők
Mind az 54 afrikai FIFA-tagország részt vett a selejtezőn. Az első fordulóhoz a rangsort a 2019. júliusi FIFA-világranglista alapján alakították ki, amelyek az alábbi táblázatban zárójelben olvashatók. A további fordulókhoz a sorsolás időpontjában érvényes legfrissebb FIFA-világranglistát vették alapul.
| Kiemelt a 2. fordulóban (1–26. hely) | 1. forduló résztvevői (27–54. hely) |
| --- | --- |
| 1. Szenegál (20.) 2. Tunézia (29.) 3. Nigéria (33.) 4. Algéria (40.) 5. Marokkó (41.) 6. Egyiptom (49.) 7. Ghána (50.) 8. Kamerun (53.) 9. Kongói DK (56.) 10. Elefántcsontpart (57.) 11. Mali (59.) 12. Burkina Faso (61.) 13. Dél-afrikai Köztársaság (70.) 14. Guinea (75.) 15. Zöld-foki Köztársaság (76.) 16. Uganda (80.) 17. Zambia (81.) 18. Benin (82.) 19. Gabon (90.) 20. Kongó (91.) 21. Madagaszkár (96.) 22. Niger (104.) 23. Líbia (105.) 24. Mauritánia (106.) 25. Kenya (107.) 26. Közép-afrikai Köztársaság (111.) | 1. Zimbabwe (112.) 2. Sierra Leone (114.) 3. Mozambik (116.) 4. Namíbia (121.) 5. Angola (122.) 6. Bissau-Guinea (123.) 7. Malawi (126.) 8. Togo (128.) 9. Szudán (129.) 10. Ruanda (133.) 11. Tanzánia (137.) 12. Egyenlítői-Guinea (139.) 13. Szváziföld (139.) 14. Lesotho (144.) 15. Comore-szigetek (146.) 16. Botswana (147.) 17. Burundi (148.) 18. Etiópia (150.) 19. Libéria (152.) 20. Mauritius (157.) 21. Gambia (161.) 22. Dél-Szudán (169.) 23. Csád (175.) 24. São Tomé és Príncipe (185.) 25. Seychelle-szigetek (192.) 26. Dzsibuti (195.) 27. Szomália (202.) 28. Eritrea (202.) |

## Első forduló
Az 1. forduló sorsolását 2019. július 29-én 12 órától tartották Kairóban. 
Az első mérkőzéseket 2019. szeptember 4. és 7. között, a második mérkőzéseket szeptember 8. és 10. játszották.
| 1. csapat            | Össz.Tooltip Aggregate score | 2. csapat         | 1. mérk. | 2. mérk.   |
| -------------------- | ---------------------------- | ----------------- | -------- | ---------- |
| Etiópia              | 1–1 (i.g.)                   | Lesotho           | 0–0      | 1–1        |
| Szomália             | 2–3                          | Zimbabwe          | 1–0      | 1–3        |
| Eritrea              | 1–4                          | Namíbia           | 1–2      | 0–2        |
| Burundi              | 2–2 (t. 0–3)                 | Tanzánia          | 1–1      | 1–1 (h.u.) |
| Dzsibuti             | 2–1                          | Szváziföld        | 2–1      | 0–0        |
| Botswana             | 0–1                          | Malawi            | 0–0      | 0–1        |
| Gambia               | 1–3                          | Angola            | 0–1      | 1–2        |
| Libéria              | 3–2                          | Sierra Leone      | 3–1      | 0–1        |
| Mauritius            | 0–3                          | Mozambik          | 0–1      | 0–2        |
| São Tomé és Príncipe | 1–3                          | Bissau-Guinea     | 0–1      | 1–2        |
| Dél-Szudán           | 1–2                          | Egyenlítői-Guinea | 1–1      | 0–1        |
| Comore-szigetek      | 1–3                          | Togo              | 1–1      | 0–2        |
| Csád                 | 1–3                          | Szudán            | 1–3      | 0–0        |
| Seychelle-szigetek   | 0–10                         | Ruanda            | 0–3      | 0–7        |

## Második forduló
A 2. forduló sorsolását 2020. január 21-én, helyi idő szerint 19 órától (UTC+2) tartották Kairóban.
A teljes második fordulót 2021-ben játszották le.

### A csoport
| Hely. | Csapat       | M | Gy | D | V | G+ | G– | Gk  | P  | Továbbjutás                       |     | Algéria | Burkina Faso | Niger (ország) | Dzsibuti |
| ----- | ------------ | - | -- | - | - | -- | -- | --- | -- | --------------------------------- | --- | ------- | ------------ | -------------- | -------- |
| 1.    | Algéria      | 6 | 4  | 2 | 0 | 25 | 4  | +21 | 14 | Továbbjutott a harmadik fordulóba |     | —       | 2–2          | 6–1            | 8–0      |
| 2.    | Burkina Faso | 6 | 3  | 3 | 0 | 12 | 4  | +8  | 12 |                                   |     | 1–1     | —            | 1–1            | 2–0      |
| 3.    | Niger        | 6 | 2  | 1 | 3 | 13 | 17 | −4  | 7  |                                   | 0–4 | 0–2     | —            | 7–2            |          |
| 4.    | Dzsibuti     | 6 | 0  | 0 | 6 | 4  | 29 | −25 | 0  |                                   | 0–4 | 0–4     | 2–4          | —              |          |

### B csoport
| Hely. | Csapat            | M | Gy | D | V | G+ | G– | Gk | P  | Továbbjutás                       |     | Tunézia | Egyenlítői-Guinea | Zambia | Mauritánia |
| ----- | ----------------- | - | -- | - | - | -- | -- | -- | -- | --------------------------------- | --- | ------- | ----------------- | ------ | ---------- |
| 1.    | Tunézia           | 6 | 4  | 1 | 1 | 11 | 2  | +9 | 13 | Továbbjutott a harmadik fordulóba |     | —       | 3–0               | 3–1    | 3–0        |
| 2.    | Egyenlítői-Guinea | 6 | 3  | 2 | 1 | 6  | 5  | +1 | 11 |                                   |     | 1–0     | —                 | 2–0    | 1–0        |
| 3.    | Zambia            | 6 | 2  | 1 | 3 | 8  | 9  | −1 | 7  |                                   | 0–2 | 1–1     | —                 | 4–0    |            |
| 4.    | Mauritánia        | 6 | 0  | 2 | 4 | 2  | 11 | −9 | 2  |                                   | 0–0 | 1–1     | 1–2               | —      |            |

### C csoport
| Hely. | Csapat                    | M | Gy | D | V | G+ | G– | Gk | P  | Továbbjutás                       |     | Nigéria | Zöld-foki Köztársaság | Libéria | Közép-afrikai Köztársaság |
| ----- | ------------------------- | - | -- | - | - | -- | -- | -- | -- | --------------------------------- | --- | ------- | --------------------- | ------- | ------------------------- |
| 1.    | Nigéria                   | 6 | 4  | 1 | 1 | 9  | 3  | +6 | 13 | Továbbjutott a harmadik fordulóba |     | —       | 1–1                   | 2–0     | 0–1                       |
| 2.    | Zöld-foki Köztársaság     | 6 | 3  | 2 | 1 | 8  | 6  | +2 | 11 |                                   |     | 1–2     | —                     | 1–0     | 2–1                       |
| 3.    | Libéria                   | 6 | 2  | 0 | 4 | 5  | 8  | −3 | 6  |                                   | 0–2 | 1–2     | —                     | 3–1     |                           |
| 4.    | Közép-afrikai Köztársaság | 6 | 1  | 1 | 4 | 4  | 9  | −5 | 4  |                                   | 0–2 | 1–1     | 0–1                   | —       |                           |

### D csoport
| Hely. | Csapat           | M | Gy | D | V | G+ | G– | Gk  | P  | Továbbjutás                       |     | Kamerun | Elefántcsontpart | Mozambik | Malawi |
| ----- | ---------------- | - | -- | - | - | -- | -- | --- | -- | --------------------------------- | --- | ------- | ---------------- | -------- | ------ |
| 1.    | Kamerun          | 6 | 5  | 0 | 1 | 12 | 3  | +9  | 15 | Továbbjutott a harmadik fordulóba |     | —       | 1–0              | 3–1      | 2–0    |
| 2.    | Elefántcsontpart | 6 | 4  | 1 | 1 | 10 | 3  | +7  | 13 |                                   |     | 2–1     | —                | 3–0      | 2–1    |
| 3.    | Mozambik         | 6 | 1  | 1 | 4 | 2  | 8  | −6  | 4  |                                   | 0–1 | 0–0     | —                | 1–0      |        |
| 4.    | Malawi           | 6 | 1  | 0 | 5 | 2  | 12 | −10 | 3  |                                   | 0–4 | 0–3     | 1–0              | —        |        |

### E csoport
| Hely. | Csapat | M | Gy | D | V | G+ | G– | Gk  | P  | Továbbjutás                       |     | Mali | Uganda | Kenya | Ruanda |
| ----- | ------ | - | -- | - | - | -- | -- | --- | -- | --------------------------------- | --- | ---- | ------ | ----- | ------ |
| 1.    | Mali   | 6 | 5  | 1 | 0 | 11 | 0  | +11 | 16 | Továbbjutott a harmadik fordulóba |     | —    | 1–0    | 5–0   | 1–0    |
| 2.    | Uganda | 6 | 2  | 3 | 1 | 3  | 2  | +1  | 9  |                                   |     | 0–0  | —      | 1–1   | 1–0    |
| 3.    | Kenya  | 6 | 1  | 3 | 2 | 4  | 9  | −5  | 6  |                                   | 0–1 | 0–0  | —      | 2–1   |        |
| 4.    | Ruanda | 6 | 0  | 1 | 5 | 2  | 9  | −7  | 1  |                                   | 0–3 | 0–1  | 1–1    | —     |        |

### F csoport
| Hely. | Csapat   | M | Gy | D | V | G+ | G– | Gk | P  | Továbbjutás                       |     | Egyiptom | Gabon | Líbia | Angola |
| ----- | -------- | - | -- | - | - | -- | -- | -- | -- | --------------------------------- | --- | -------- | ----- | ----- | ------ |
| 1.    | Egyiptom | 6 | 4  | 2 | 0 | 10 | 4  | +6 | 14 | Továbbjutott a harmadik fordulóba |     | —        | 2–1   | 1–0   | 1–0    |
| 2.    | Gabon    | 6 | 2  | 1 | 3 | 7  | 8  | −1 | 7  |                                   |     | 1–1      | —     | 1–0   | 2–0    |
| 3.    | Líbia    | 6 | 2  | 1 | 3 | 4  | 7  | −3 | 7  |                                   | 0–3 | 2–1      | —     | 1–1   |        |
| 4.    | Angola   | 6 | 1  | 2 | 3 | 6  | 8  | −2 | 5  |                                   | 2–2 | 3–1      | 0–1   | —     |        |

### G csoport
| Hely. | Csapat                  | M | Gy | D | V | G+ | G– | Gk | P  | Továbbjutás                       |     | Ghána | Dél-afrikai Köztársaság | Etiópia | Zimbabwe |
| ----- | ----------------------- | - | -- | - | - | -- | -- | -- | -- | --------------------------------- | --- | ----- | ----------------------- | ------- | -------- |
| 1.    | Ghána                   | 6 | 4  | 1 | 1 | 7  | 3  | +4 | 13 | Továbbjutott a harmadik fordulóba |     | —     | 1–0                     | 1–0     | 3–1      |
| 2.    | Dél-afrikai Köztársaság | 6 | 4  | 1 | 1 | 6  | 2  | +4 | 13 |                                   |     | 1–0   | —                       | 1–0     | 1–0      |
| 3.    | Etiópia                 | 6 | 1  | 2 | 3 | 4  | 7  | −3 | 5  |                                   | 1–1 | 1–3   | —                       | 1–0     |          |
| 4.    | Zimbabwe                | 6 | 0  | 2 | 4 | 2  | 7  | −5 | 2  |                                   | 0–1 | 0–0   | 1–1                     | —       |          |

### H csoport
| Hely. | Csapat   | M | Gy | D | V | G+ | G– | Gk  | P  | Továbbjutás                       |     | Szenegál | Togo | Namíbia | Kongói Köztársaság |
| ----- | -------- | - | -- | - | - | -- | -- | --- | -- | --------------------------------- | --- | -------- | ---- | ------- | ------------------ |
| 1.    | Szenegál | 6 | 5  | 1 | 0 | 15 | 4  | +11 | 16 | Továbbjutott a harmadik fordulóba |     | —        | 2–0  | 4–1     | 2–0                |
| 2.    | Togo     | 6 | 2  | 2 | 2 | 5  | 6  | −1  | 8  |                                   |     | 1–1      | —    | 0–1     | 1–1                |
| 3.    | Namíbia  | 6 | 1  | 2 | 3 | 5  | 10 | −5  | 5  |                                   | 1–3 | 0–1      | —    | 1–1     |                    |
| 4.    | Kongó    | 6 | 0  | 3 | 3 | 5  | 10 | −5  | 3  |                                   | 1–3 | 1–2      | 1–1  | —       |                    |

### I csoport
| Hely. | Csapat        | M | Gy | D | V | G+ | G– | Gk  | P  | Továbbjutás                       |     | Marokkó | Bissau-Guinea | Guinea | Szudán |
| ----- | ------------- | - | -- | - | - | -- | -- | --- | -- | --------------------------------- | --- | ------- | ------------- | ------ | ------ |
| 1.    | Marokkó       | 6 | 6  | 0 | 0 | 20 | 1  | +19 | 18 | Továbbjutott a harmadik fordulóba |     | —       | 5–0           | 3–0    | 2–0    |
| 2.    | Bissau-Guinea | 6 | 1  | 3 | 2 | 5  | 11 | −6  | 6  |                                   |     | 0–3     | —             | 1–1    | 0–0    |
| 3.    | Guinea        | 6 | 0  | 4 | 2 | 5  | 11 | −6  | 4  |                                   | 1–4 | 0–0     | —             | 2–2    |        |
| 4.    | Szudán        | 6 | 0  | 3 | 3 | 5  | 12 | −7  | 3  |                                   | 0–3 | 2–4     | 1–1           | —      |        |

### J csoport
| Hely. | Csapat      | M | Gy | D | V | G+ | G– | Gk | P  | Továbbjutás                       |     | Kongói Demokratikus Köztársaság | Benin | Tanzánia | Madagaszkár |
| ----- | ----------- | - | -- | - | - | -- | -- | -- | -- | --------------------------------- | --- | ------------------------------- | ----- | -------- | ----------- |
| 1.    | Kongói DK   | 6 | 3  | 2 | 1 | 9  | 3  | +6 | 11 | Továbbjutott a harmadik fordulóba |     | —                               | 2–0   | 1–1      | 2–0         |
| 2.    | Benin       | 6 | 3  | 1 | 2 | 5  | 4  | +1 | 10 |                                   |     | 1–1                             | —     | 0–1      | 2–0         |
| 3.    | Tanzánia    | 6 | 2  | 2 | 2 | 6  | 8  | −2 | 8  |                                   | 0–3 | 0–1                             | —     | 3–2      |             |
| 4.    | Madagaszkár | 6 | 1  | 1 | 4 | 4  | 9  | −5 | 4  |                                   | 1–0 | 0–1                             | 1–1   | —        |             |

## Harmadik forduló
A második forduló 10 csoportgyőztese jutott a harmadik fordulóba. A csapatokat öt kiemeltre és öt nem kiemeltre osztották a 2021 novemberi FIFA-világranglista alapján. A sorsolást 2022. január 22-én tartották Doualában. A csapatok oda-visszavágós rendszerben mérkőztek, az alacsonyabban rangsorolt csapat játszotta az első mérkőzést hazai pályán. A párosítások győztesei kijutottak a világbajnokságra.
| 1. csapat | Össz.Tooltip Aggregate score | 2. csapat | 1. mérk. | 2. mérk.   |
| --------- | ---------------------------- | --------- | -------- | ---------- |
| Egyiptom  | 1–1 (t. 1–3)                 | Szenegál  | 1–0      | 0–1 (h.u.) |
| Kamerun   | 2–2 (i.g.)                   | Algéria   | 0–1      | 2–1 (h.u.) |
| Ghána     | 1–1 (i.g.)                   | Nigéria   | 0–0      | 1–1        |
| Kongói DK | 2–5                          | Marokkó   | 1–1      | 1–4        |
| Mali      | 0–1                          | Tunézia   | 0–1      | 0–0        |

## A világbajnokságra kijutott csapatok
A világbajnokságra a CAF tagországai közül az alábbi csapatok jutottak ki:
A kvalifikáció megszerzésének sorrendjében. A "Világbajnoki részvétel" oszlop már tartalmazza a 2022-es labdarúgó-világbajnokságot is.
| Csapat   | Kvalifikáció módja  | Kvalifikáció időpontja | Világbajnoki részvétel | Utolsó részvétel | Legjobb eredmény                          |
| -------- | ------------------- | ---------------------- | ---------------------- | ---------------- | ----------------------------------------- |
| Ghána    | 3. forduló, győztes | 2022. március 29.      | 4                      | 2014             | Negyeddöntő (2010)                        |
| Szenegál | 3. forduló, győztes | 2022. március 29.      | 3                      | 2018             | Negyeddöntő (2002)                        |
| Tunézia  | 3. forduló, győztes | 2022. március 29.      | 6                      | 2018             | Csoportkör (1978, 1998, 2002, 2006, 2018) |
| Marokkó  | 3. forduló, győztes | 2022. március 29.      | 6                      | 2018             | Nyolcaddöntő (1986)                       |
| Kamerun  | 3. forduló, győztes | 2022. március 29.      | 8                      | 2014             | Negyeddöntő (1990)                        |